# Национальный день истины и примирения
Национальный день истины и примирения (англ. National Day for Truth and Reconciliation, фр. Journée nationale de la vérité et de la réconciliation) — федеральный памятный день в Канаде, учреждённый в 2021 году. Посвящён памяти представителей коренных народов Канады, пострадавших от системы индейских школ-интернатов. Отмечается 30 сентября — в дату проведения стихийного дня памяти, известного как День оранжевой рубашки (англ. Orange Shirt Day).

## Индейские школы-интернаты
С 1830-х годов в Канаде действовали так называемые индейские школы-интернаты, в которых детей из числа коренного населения страны обучали и воспитывали в русле европейских христианских ценностей с целью их ассимиляции. В разное время в Канаде было открыто более 130 школ-интернатов, последняя из которых закрылась только в 1996 году. На протяжении значительной части истории этой системы детей из коренных народов направляли в неё в принудительном порядке, отбирая у родителей. Считается, что общее число индейских, инуитских и метисских детей, насильно отправленных в школы-интернаты, составило примерно 150 тысяч. Многие воспитанники этих школ подвергались в них издевательствам и физическому насилию; предполагается, что во время пребывания в них 6000 детей умерли, но это число может быть не окончательным: в 2021 году на территории некоторых интернатов были обнаружены многочисленные могилы, не отмеченные надгробиями.

## День оранжевой рубашки

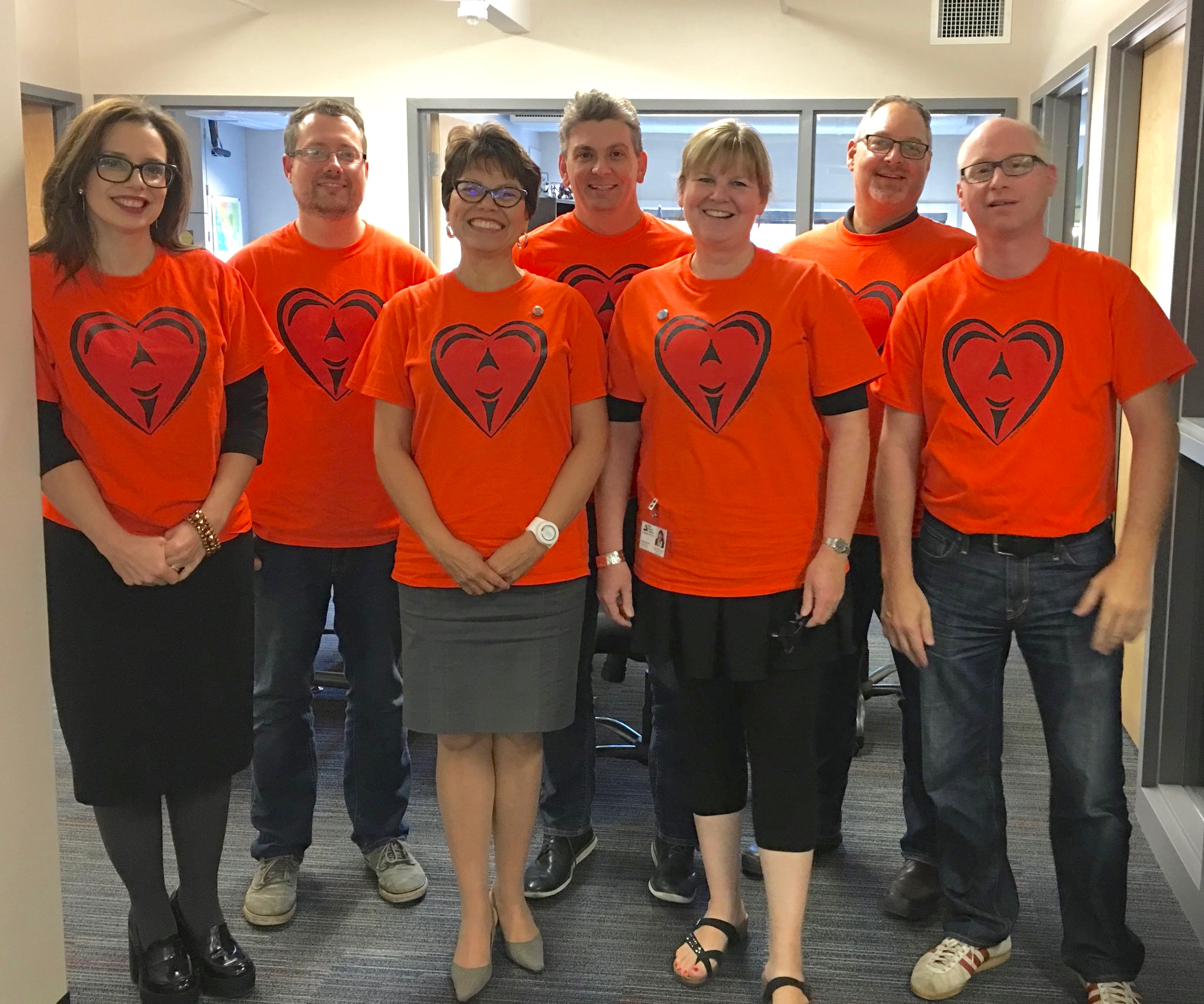
Канадские учителя носят оранжевые футболки к этой дате

С 1980-х годов канадской общественности постепенно становятся известны подробности о системе индейских интернатов — как о злоупотреблениях в её рамках, так и о её общеинституциональной нацеленности на ликвидацию самобытной культуры коренных народов. В 2008 году правительство Канады создало Комиссию по установлению истины и примирению, среди задач которой было расследование последствий существования сети индейских интернатов.
Одновременно борьбу за увековечение памяти пострадавших от этой системы вели частные лица и неправительственные общественные организации. В рамках этой борьбы 30 сентября 2013 года был впервые отмечен день памяти жертв индейских интернатов. Инициатором его проведения стал Проект увековечения памяти миссии Св. Иосифа и единства (англ. St. Joseph Mission Commemoration Project and Reunion). Дата была выбрана из-за того, что обычно именно 30 сентября детей аборигенов отправляли в индейские интернаты. В этот день в Уильямс-Лейке (Британская Колумбия) собрались выжившие воспитанники интернатов и члены их семей, среди которых была Филлис Уэбстад, представительница индейского народа шусвапов. Она рассказала, что в 6 лет, перед отправлением в интернат, её бабушка купила ей ярко-оранжевую рубашку, однако сразу же по прибытии в интернат её и других детей заставили переодеться в форменную одежду, а их собственную отобрали. Летом следующего года по решению Ассамблеи вождей Первых народов день памяти был объявлен ежегодным и получил название День оранжевой рубашки (англ. Orange Shirt Day). Одежда оранжевого цвета стала его символом, а в качестве лозунга выбрана фраза «Каждый ребёнок важен» (англ. Every Child Matters).

## Учреждение национального дня памяти
В 2015 году Комиссия по установлению истины и примирению представила правительству и парламенту Канады свои выводы. В числе 94 рекомендаций, которые содержал её отчёт, было и учреждение официального дня памяти жертв индейских интернатов — Национального дня истины и примирения. В 2017 году депутат Палаты общин от Саскачевана Жоржина Жолибуа внесла в парламент частный законопроект об учреждении Национального дня истины и примирения. В марте 2019 года проект был принят Палатой общин, однако последовавшие парламентские выборы не дали ему пройти чтения в сенате.
В марте 2021 года на территории рядом с бывшей индейской школой-интернатом близ Камлупса (Британская Колумбия) было обнаружено массовое захоронение без надгробий. Захоронение содержало детские тела, в нём насчитывалось более 200 могил. Это событие ускорило прохождение нового законопроекта об учреждении национального дня памяти жертв индейских интернатов. Первоначально предполагалось, что он будет отмечаться 21 июня в Национальный день коренных народов, но после консультаций с лидерами аборигенных групп было решено сделать днём памяти 30 сентября.
3 июня законопроект об учреждении Национального дня истины и примирения единогласно прошёл в сенате, так же единогласно будучи до этого одобрен в Палате общин. 5 июня закон получил также монаршее одобрение. Национальному дню истины и примирения был придан статус, схожий со статусом Дня памяти павших — министр наследия Канады Стивен Гильбо заявил, что надеется, что этот день будет использован гражданами для «познания и размышлений». 30 сентября было узаконено как нерабочий день для работников федеральных государственных организаций и компаний, но ряд провинций (Саскачеван, Альберта, Онтарио, Квебек и Нью-Брансуик) отказались придать ему статус провинциального нерабочего дня. В 2021 году 30 сентября было впервые отмечено официально на федеральном уровне.